# Turbah
Un turbah ou turba (en arabe : تُرْبة, « terre  »; en persan : مُهْر, mohr) est un petit morceau de terre ou d'argile, façonnée en forme de tablette, que les chiites utilisent lors des cinq prières quotidiennes (salat) pour symboliser la terre sur laquelle ils posent leur front. En persan, le nom complet de cet objet est mohr-e namâz, c'est-à-dire « terre pour la prière (namâz) ».

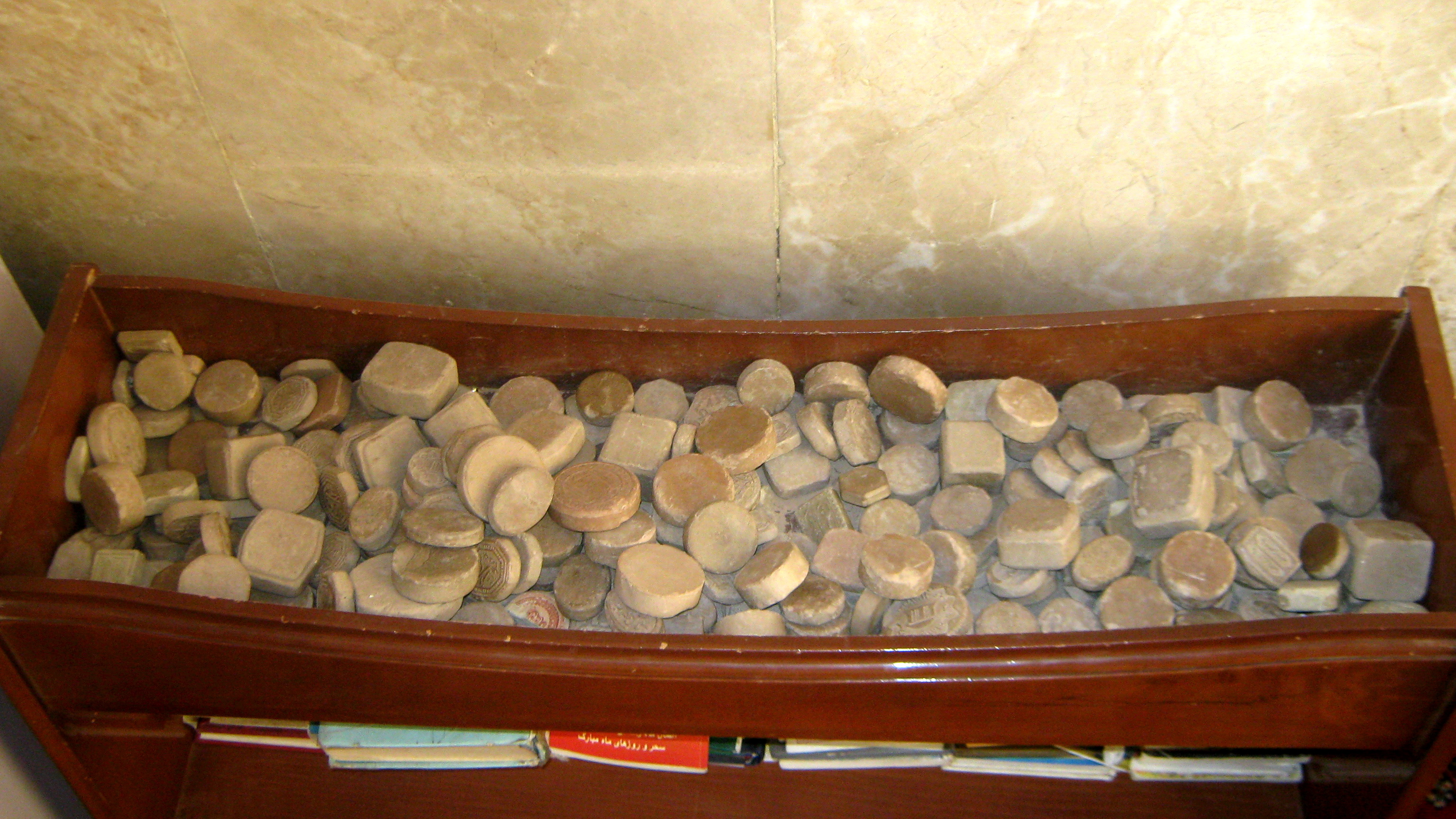
Turbas à la mosquée de Nishapur.

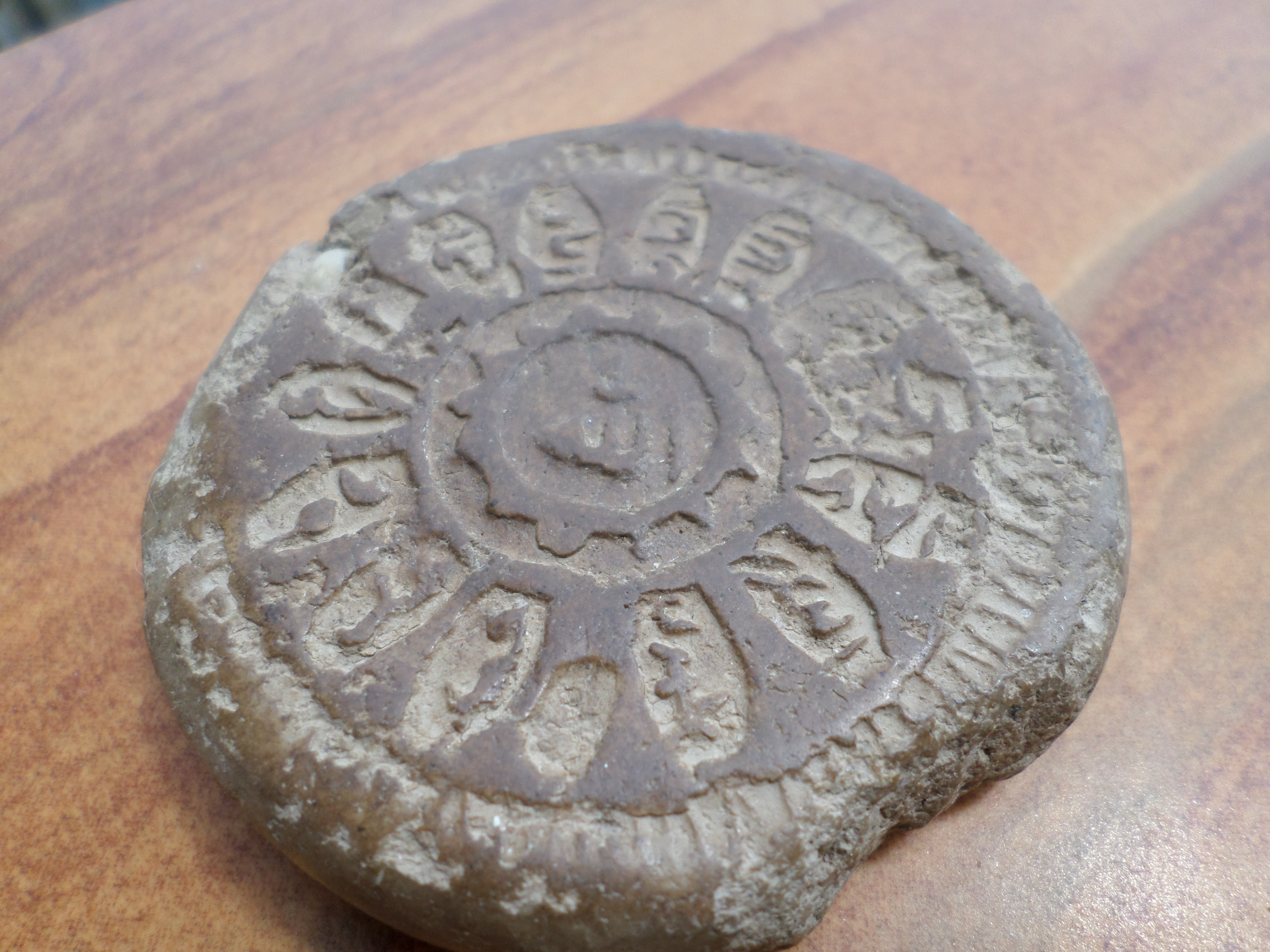
Un turba venant d'Irak. Au centre, le mot Allah.

L'utilisation de la turba est conseillée dans la plupart des écoles islamiques chiites. Lorsqu'il se prosterne à terre, le fidèle pose son front sur cette pierre qui se trouve devant lui, sur le tapis de prière. En principe, la turbah est façonnée avec de la terre de Karbala, en Irak, lieu de la mort de l'imam Hussein. Cependant, n'importe quelle terre peut être utilisée ; la turbah peut même être fabriquée à partir de plantes ou encore de papier,.
Le mot turba désigne aussi le matériau utilisé par Dieu pour créer la terre et l'humanité: « Nous avons créé l'homme d'argile fine ». 